# Stenodactylus
Stenodactylus – rodzaj jaszczurek z rodziny gekonowatych (Gekkonidae).

## Zasięg występowania
Rodzaj obejmuje gatunki występujące w Afryce (Egipt, Libia, Tunezja, Algieria, Maroko, Sahara Zachodnia, Mauretania, Senegal, Mali, Niger, Nigeria, Czad, Sudan, Erytrea, Dżibuti i Kenia) i południowej-zachodniej Azji (Turcja, Syria, Izrael, Jordania, Arabia Saudyjska, Jemen, Oman, Zjednoczone Emiraty Arabskie, Bahrajn, Katar, Kuwejt, Irak i Iran). 

## Systematyka
Rodzaj zdefiniował w 1826 roku austriacki przyrodnik Leopold Fitzinger w publikacji własnego autorstwa poświęconej nowej klasyfikacji gadów'. Gatunkiem typowym jest (oznaczenie monotypowe) Stenodactylus sthenodactylus.

### Etymologia
- Stenodactylus: gr. στηνος stēnos ‘wąski, cienki, chudy’[8]; δακτυλος daktulos ‘palec’[9].
- Tolarenta: etymologia nieznana, Gray nie wyjaśnił znaczenia nazwy rodzajowej[3]. Gatunek typowy (oznaczenie monotypowe): Tolarenta wilkinsonii Gray, 1842 (= Ascalabotes sthenodactylus Lichtenstein, 1823).
- Ceramodactylus: gr. κεραμος keramos ‘naczynie’[10]; δακτυλος daktulos ‘palec’[9]. Gatunek typowy (oznaczenie monotypowe): Ceramodactylus doriae Blanford, 1872.
- Garzoniella: Jean Garzoni (1929-2017), francuski herpetolog; łac. przyrostek zdrabniający -ella[5]. Gatunek typowy (oryginalne oznaczenie): Garzoniella longipes Perret, 1976 (= Ascalabotes sthenodactylus Lichtenstein, 1823).

### Podział systematyczny
Do rodzaju należą następujące gatunki: 
- Stenodactylus affinis (Murray, 1884)
- Stenodactylus doriae (Blanford, 1874)
- Stenodactylus grandiceps Haas, 1952
- Stenodactylus leptocosymbotes Leviton & Anderson, 1967
- Stenodactylus mauritanicus Guichenot, 1850
- Stenodactylus petrii Anderson, 1896 – cienkopalczyk egipski[11]
- Stenodactylus slevini Haas, 1957
- Stenodactylus stenurus Werner, 1899
- Stenodactylus sthenodactylus (Lichtenstein, 1823)
- Stenodactylus yemenensis Arnold, 1980